# Bivio Acquabella

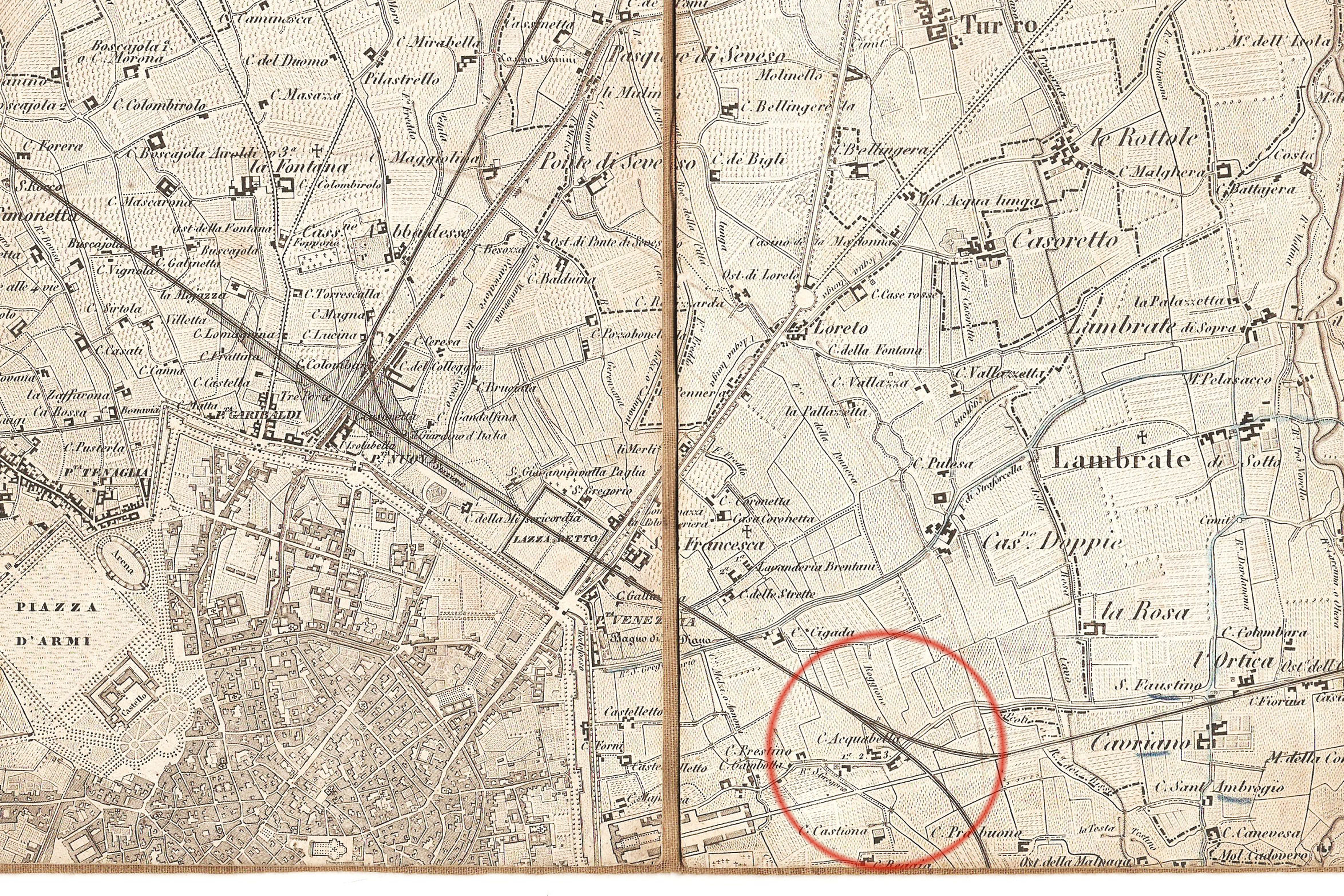
Il bivio nella mappa di Giovanni Brenna del 1865

Il Bivio Acquabella era un bivio ferroviario realizzato nella seconda metà dell'Ottocento e attivo fino agli anni '30 del Novecento. Costruito nell'allora comune dei Corpi Santi di Porta Venezia nell'area di Acquabella, presso l'attuale piazzale Susa di Milano, su di esso convergeva il traffico ferroviario della linea di Venezia e quello proveniente da Rogoredo, presso la quale stazione convergevano a loro volta le due linee di Piacenza e di Pavia. Il Bivio Acquabella era quindi il nodo di smistamento di tutto il traffico ferroviario afferente Milano da sud-est.

## Storia

### Prodromi
Dopo l'inaugurazione, il 17 febbraio 1846, della linea Milano-Treviglio - in realtà la tratta iniziale della ferrovia Milano-Venezia - le attivazioni di linee nell'area sud est di Milano si stabilizzarono, mentre altre aree adiacenti alla città venivano interessate dallo sviluppo delle ferrovie. In primo luogo vennero molto dibattuti i vari progetti del finanziere viennese, barone Daniel Denis Eskeles per un congiungimento di Milano con Bergamo via Monza, soluzione molto utile all'aumento del valore delle azioni della Società per la Ferrovia Milano-Monza di cui il banchiere era di gran lunga il principale azionista. Nelle more delle progettazioni, il movimento dei treni viaggiatori della tratta rimase per anni limitato a quattro coppie.
Una ripresa di progetti ferroviari interessanti l'area sudest di Milano si ebbe con la Convenzione fra i "Cinque Eccelsi Governi" del 1º maggio 1851 in cui i duchi di Parma e Modena, il granduca di Toscana e il papa Pio IX cominciarono a pensare di unire via ferrovia i loro possedimenti, incoraggiati in questo dal quinto governo, quello austriaco. La spinta di Vienna per la nascita della Strada ferrata dell'Italia Centrale veniva da chiare motivazioni militari; era diventata evidente la maggiore rapidità di trasporto di truppe dall'area del Quadrilatero verso gli stati confinanti col Lombardo-Veneto che erano stati interessati, non molti anni prima, a pesanti moti rivoluzionari.
L'Austria prometteva di unire il braccio che sarebbe partito da Reggio Emilia fino a Borgoforte, sulla riva sinistra del Po, a quella Mantova che meno di un mese prima era stata collegata a Verona (8 aprile 1851) Altra linea di congiunzione con la Ferrovia dell'Italia centrale sarebbe stata la tratta Milano-Piacenza di cui si discuteva almeno dal 1837:
La linea di Piacenza, dal punto di vista del Lombardo-Veneto, era però considerata secondaria e ne veniva sempre rimandata la costruzione. Perfino con così alti patroni, la realizzazione non fu spinta in modo deciso tanto che dopo due anni si era ancora alla fase di "tracciamento".
Nell'agosto 1848, dopo il ritorno dell'esercito imperiale a Milano, l'ingegner Luigi Negrelli venne nominato “Commissario ministeriale per le ferrovie lombardo–venete”. Si tornò a imprimere una certa accelerazione ai progetti. Il 20 giugno 1849 l'ingegnere scrive al ministro Bruck ipotizzando due linee una superiore e una inferiore. Entrambe avrebbero aggirato la tratta Treviglio–Coccaglio. Una linea pedemontana sarebbe partita da Milano Porta Nuova per arrivare a Venezia, via Monza, Bergamo, Brescia, Verona. L'altra linea, di pianura, avrebbe unito Verona a Milano Porta Nuova attraverso Mantova, Cremona e Lodi..
Per chiudere il cerchio era necessario giungere alla costruzione di alcuni chilometri di binario che attraversassero l'esistente Ferdinandea e andassero a innestarsi a Milano Porta Nuova. Un succedaneo era stato temporaneamente trovato nel 1859. Fu utilizzato un lato della Strada di Circonvallazione con la posa di un binario di raccordo fra le due stazioni.
È di questi anni la pubblicazione della "Pianta della città di Milano e suoi contorni pel circuito di tre e più miglia" prodotta da Antonio Bossi.
La mappa mostra le linee esistenti e in progettazione, compreso il tratto dalla Ferdinandea a Porta Nuova attraverso il Lazzaretto -come sarebbe avvenuto in seguito- ma senza alcun cenno a una stazione di Milano Centrale. Nei piani di Negrelli, Porta Nuova sarebbe diventata il nucleo ferroviario principale, Milano Porta Tosa avrebbe perso quasi tutto il traffico mantenendo probabilmente solo quello merci. Oppure scomparendo.
Per dirottare il traffico dalla linea di Venezia verso Porta Nuova era necessaria la costruzione di un bivio che smistasse questo traffico verso Porta Tosa oppure verso Porta Nuova. Verrà costruito Bivio Lambrate.
Per unificare il traffico a questi treni quelli provenienti da sud (Lodi oppure Piacenza e Pavia) e per non creare una tratta a quattro binari (inutili in una condizione di trasporti che inizialmente avrebbe visto circa una trentina di treni al giorno) era opportuno attivare un altro bivio.
Sarebbe stato Bivio Acquabella.

### Milano Centrale
La Convenzione del 14 marzo 1856 sancirà la cessione delle ferrovie statali nel Lombardo-Veneto al consorzio di finanzieri che creeranno la "Imperial-regia società privilegiata delle strade ferrate lombardo-venete e dell'Italia Centrale". Si posero qui le basi per la costruzione di vari tronchi necessari all'inizio di una rete ferroviaria e, con l'art. 27
Della "Strada ferrata di congiunzione" si era parlato già in tempi antecedenti e avrebbe dovuto semplicemente unire le due stazioni di Milano: Porta Nuova e Porta Tosa. Il progetto, prenderà poi la forma di "strada ferrata di circonvallazione" significando il cambio di ottica: non più congiunzione di due stazioni, ma collegamento fra una stazione (Milano Centrale) e tutte le linee afferenti. Nel progetto della Società per le Strade ferrate del Lombardo-Veneto e dell'Italia centrale tutto il traffico sarebbe stato concentrato sulla nuova stazione Centrale; il fabbricato viaggiatori di Porta Nuova sarebbe stato in breve venduto mentre, in un maggior lasso di tempo, verranno alienati tutto il terreno e tutti i fabbricati della stazione di Porta Tosa.
Con la dismissione di Porta Tosa e la conseguente eliminazione della tratta fino a Bivio Lambrate, questo bivio sarebbe diventato inutile. In seguito infatti, la linea di Venezia verrà semplicemente curvata verso nord per congiungersi a Bivio Acquabella che raccoglierà così il traffico convergente su Milano da sud-est.
Bivio Acquabella non sarà il primo bivio delle linee milanesi ma sopporterà un elevato carico di traffico e avrà un'importanza non secondaria nello sviluppo del Nodo di Milano. Dopo la sua scomparsa negli anni '30 del Novecento il tessuto urbano circostante si richiuse lentamente sul tracciato del bivio ma rimane ancora percepibile negli andamenti non ortogonali delle vie Giuditta Sidoli, Francesco dell'Ongaro e Giovanni da Milano che ripercorrono oggi il tracciato dei bracci del vecchio impianto. L'area dove il bivio insisteva si trova a breve distanza dall'ampio Piazzale Susa.

### Attivazione del bivio
La data di attivazione del Bivio Acquabella non è chiaramente indicabile: a tal proposito le fonti principali sono il "Prospetto cronologico dei tratti di ferrovia aperti all'esercizio dal 1839 al 31 dicembre 1926", compilato nel 1927 dall'Ufficio Centrale di Statistica delle Ferrovie dello Stato e che indica il 14 novembre 1861 ma il Prospetto potrebbe contenere delle imprecisioni: il bivio viene infatti descritto come attivato contemporaneamente alla stazione di Milano Centrale. L'attivazione della stazione però, sembra non essere stata effettuata in quell'anno bensì nel 1864 mentre anche la data dell'inaugurazione risulta piuttosto imprecisa e contestata
Una seconda fonte, il libro Ricordi di Rotaie, pone l'attivazione del bivio nel 1864 assieme all'attivazione di Milano Centrale. L'autore disegna però un percorso differente al tracciato dei binari. Dal 1864 al 1873 (anno della chiusura di Porta Tosa) viene assegnato al bivio la funzione di collegamento non con la linea di Piacenza ma con la stazione di Porta Tosa, probabilmente rifacendosi al concetto di "ferrovia di congiunzione", e rimandando l'attivazione del bivio nella forma definitiva solo nel 1873, alla chiusura della stazione di Porta Tosa. Varie sono le critiche anche a questa ricostruzione.
D'altra parte sembrano introvabili documenti, carte e mappe che possano offrire una certezza sulle successive forme di Bivio Acquabella. Anche le mappe catastali dell'area e dell'epoca non mostrano alcun raccordo ferroviario congiungere Porta Tosa con questo bivio.

### Società esercenti
La costruzione del Bivio Acquabella nella posizione e nella forma che poi venne ad assumere, fu decisa e progettata dalla Società per le Strade ferrate del Lombardo-Veneto e dell'Italia centrale quale nodo della rete che voleva costruire attorno a Milano.
L'attivazione avvenne per opera della Società per le Strade ferrate della Lombardia e dell'Italia centrale, nata con il passaggio della Lombardia nell'orbita dei Savoia e la permanenza del Veneto nell'ambito dell'impero austriaco dopo la Seconda guerra d'indipendenza.
Il Bivio Acquabella venne poi gestito dalla società delle Strade Ferrate dell'Alta Italia (SFAI) che dovette cederlo con l'instaurazione del cosiddetto "regime delle Concessioni" definito con la legge n° 3.048 del 27 aprile del 1885. La struttura venne allora gestita dalla Società Italiana per le strade ferrate del Mediterraneo congiuntamente con la Società italiana per le Strade Ferrate Meridionali (SFM) - Esercizio della Rete Adriatica:
.
Il bivio passò alle Ferrovie dello Stato Italiane con la nazionalizzazione del 1905.

## Caratteristiche

### Posizione e struttura del bivio
Dalle planimetrie e dai profili ancora consultabili è possibile avere una chiara visione della collocazione spaziale e delle strutture, ferroviarie e non, interessanti l'area del bivio. Con un eccesso di precisione poi abbandonata, le distanze chilometriche vi vengono riportate addirittura al centimetro.
La "Planimetria" e il "Profilo" prodotti dalla Direzione Lavori della Linea Piacenza-Milano di Rete Adriatica nell'ottobre 1891 pongono l'intera struttura del bivio fra le chilometriche 212+862,52 dove si trovava la "punta scambi" lato Milano e il Km 212+740,35 dove si trovava l'altra "punta scambi", dove i binari divergevano totalmente, senza più parti in comune.
Fra queste due progressive chilometriche erano presenti la "Casa Cantoniera speciale" al Km. 212+660,98, tre "garette" in legno rispettivamente alle progressive 212+765,78, 212+753 e 212+747,28 per il riparo dei guardiani addetti ai deviatoi del bivio e ai passaggi a livello posti ai km 212+804,38 e 212+735,83. Quest'ultimo P.L. era posto cinque metri oltre la punta scambi meridionale ma protetto dai segnali del bivio, come accade ad altri P.L. prima e dopo di questo. Sotto la sede ferroviaria, entro le predette progressive chilometriche erano costruiti due ponticelli per i canali che numerosi solcavano la pianura.
Da notare che, secondo il "Profilo" emesso dalla "Mediterranee" del 1885, l'inizio convenzionale di Bivio Acquabella era posto al Km 2+168,79 della linea per Venezia e quello stesso punto era considerato il punto zero della linea per Rogoredo. Questo punto convenzionale era posto quindi a 52 metri e 21 centimetri prima della punta scambi del bivio, per treni che provenivano da Milano.

### Tecnologie
Fino alla diffusione del telegrafo la comunicazione delle informazioni era molto più lenta dei treni stessi. Per questo motivo la gestione del traffico richiedeva l'adozione di metodologie che richiedevano l'utilizzo di molte risorse umane, la cui affidabilità era sempre in discussione. I treni procedevano con il distanziamento "a tempo", per cui non potevano oltrepassare i punti salienti prima dell'orario stabilito e comunque non prima che fosse passato un previsto numero di minuti dal transito del treno precedente, segnalato dal guardiano che ne conosceva i movimenti. Alcune informazioni venivano inoltre scambiate fra i guardiani e da questi con i treni usando un codice di bandiere o lanterne.

### Istruzione n. 7 del 1883
Il Monitore delle Strade Ferrate e degli interessi materiali del 1882 segnala che: "L'Amministrazione dell'Alta Italia ha deciso per apparecchi Saxby e Farmer al Bivio Acquabella e a Porta Ticinese".
Pochi mesi dopo, il 2 luglio 1883, l'istruzione n. 7, firmata dall'allora vice direttore dell'Esercizio, ingegner Gaetano Ratti informava il personale che il successivo giorno 20 luglio, a Milano Centrale sarebbe stato "messo in attività l'apparecchio di sicurezza del Bivio Acquabella". L'apparecchio gestiva tre segnali; uno, semaforico a due ali, posto a Milano Centrale e due segnali a disco posti prima del bivio per i treni provenienti da Rogoredo e da Lambrate. L'istruzione specificava che i segnali "proteggono il Bivio".
L'apparecchio era installato in una garetta situata fra i due rami del bivio. A Milano Centrale il segnale ad ala semaforica - sussidiato di notte da luci verde (via libera) e rossa (via impedita)- era posto poco prima degli scambi estremi sud; le ali semaforiche permettevano al personale dei treni di sapere, già al momento della partenza, in quale direzione Bivio Acquabella avrebbe poi smistato il treno, potendo così eventualmente contestare la disposizione dell'itinerario.
Per ottenere questo risultato era stata necessaria una serie di collegamenti di sicurezza che avrebbero bloccato al bivio l'instradamento verso Lambrate o verso Rogoredo assieme al transito per treni diretti a Milano il cui itinerario, ad Acquabella, intersecasse quello dei treni che vi partivano. Ne deriva che la sezione di blocco era determinata dal segnale di partenza di Milano e dal pedale che avrebbe liberato la sezione a valle del bivio in una delle due direzioni. Il contestuale invio di treni pari su itinerario convergente era evitato dai segnali situati prima della punta scambi del km 212+740,35.
L'installazione di questo "apparecchio" poneva anche fine (o almeno dava un colpo mortale) alla regola, derivante dalla legislazione francese cui la società si adeguava anche in altri dettagli, di far segnalare al macchinista la direzione che il treno doveva prendere, con l'uso dei fischi: un fischio prolungato per andare a destra, tre fischi prolungati per un instradamento verso sinistra. Era una forma di controllo del macchinista per essere certo che il deviatore sapesse quale treno gli si stava avvicinando e avesse disposto i deviatoi nella posizione voluta.
Il distanziamento dei treni da Milano Centrale venne via via perfezionato con l'introduzione dei dischi-segnale di uso comune nelle ferrovie europee. La sezione di blocco di quasi due chilometri, piuttosto lunga tenuto conto delle basse velocità raggiungibili dai treni, in tempi brevi verrà suddivisa in due sezioni con l'attivazione di un posto di blocco intermedio.

### Profilo del 1891
Un profilo della tratta, datato 1891 e pubblicato dalla Rete Adriatica, mostra tre posti di blocco con segnali a disco dopo la punta scambi di Milano Centrale e prima del bivio. In accordo con questo "profilo" i segnali erano così distribuiti:
- posto l'asse di Milano Centrale al km 215+084, il segnale ad ala semaforica si trovava al km 214+939;
- il PB1 (il primo dei "dischi girevoli" che segnalavano l'inizio della sezione di blocco) era posto al km 214+734 (non sufficiente a contenere un treno completo e "liberare di coda", indicazione che determina la funzione del PB1 entro le competenze della stazione Centrale);
- il PB2 era posto al km 214+032, poco più di settecento metri di distanza;
- il PB3 era al km 213+433 per una sezione di blocco di circa seicento metri;
- il PB3 proteggeva alcuni passaggi a livello e Bivio Acquabella la cui punta scambi era lontana ben 571 metri. Il segnale del PB era posto circa 100 metri a valle del sottopassaggio di 5,05 m posto al km 213+519, 73 raffigurato in varie foto d'epoca e che era chiamato comunemente "Ponte del Diavolo".

È probabilmente all'altezza di questo PB3 che il 20 gennaio 1908 occorse il grave incidente ferroviario a cui allora ci si riferì come il disastro dell'Acquabella con 7 morti e 23 feriti, in cui vennero coinvolti tre treni. Uno di questi portava verso Roma numerosi eminenti personaggi compreso l'onorevole Paolo Carcano, che fu, con qualche interruzione, Ministro del tesoro dal 1905 al 1917.

### Ordine di servizio n. 28/1897
Procedendo nel tempo, però le cose diventano più complesse e gli scarsi documenti disponibili non aiutano a renderle più chiare. Facendo riferimento all'ordine generale di servizio n. 28, datato 31 agosto 1897 della Strade ferrate del Mediterraneo e firmato dal direttore generale M. Massa il 15 settembre 1897, con l'"attivazione dell'esercizio col sistema di Blocco sul tronco Milano Centrale - Bivio Acquabella - Rogoredo […]" i posti di blocco sarebbero rimasti tre ma posti a distanze diverse. Il primo al Milano Centrale, il secondo al km 1+167 e il terzo al Bivio Acquabella al km 2+221.
Questa descrizione viene corroborata da un apposito disegno esplicativo che mostra il posizionamento di segnali e pedali e addirittura il numero distintivo delle leve dell'apparato centrale che avrebbero mosso i segnali stessi. A differenza dal "profilo" del 1891 i segnali non sono più "a disco girevole" ma "ad ala semaforica" e distinti fra prima e seconda categoria; i segnali a disco venivano degradati a "segnali di terza categoria".
L'ordine di servizio (O.S.) n. 28 non dice quale tipo di apparato centrale operasse per il movimento dei deviatoi ed il controllo dei segnali. Il resoconto giornalistico dell'incidente avvenuto 10 anni più tardi afferma che l'apparato era di tipo "Bianchi".
Purtroppo la presenza di un solo posto di blocco (PB2) fra Milano Centrale e Bivio Acquabella sembra non corrispondere alle descrizioni dell'incidente occorso il 20 gennaio 1908 dove si parla di tre PB. Lo schizzo allegato all'O.S. n. 28/97, peraltro, non mostra nemmeno l'accenno alla Casa Cantoniera speciale che invece era certo presente sul terreno, segnalata da pubblicazioni ufficiali e dalle mappe della città.
Nel citato O.S. n. 28/97 si ribadiscono peraltro i limiti geografici, i confini segnati nel profilo di Rete Adriatica del 1891. Rete Mediterranea era responsabile della segnaletica della tratta da Centrale ad Acquabella e del ramo fino a Rogoredo. Rete Adriatica gestiva i segnali fino a Bivio Acquabella per i treni dalla linea Venezia e fino agli scambi estremi sud di Rogoredo per le linee da Piacenza e Pavia.

### "Spara-petardi" Scartazzi-Opessi
Le adiacenze di Bivio Acquabella furono anche interessate all'installazione dell'apparecchio Scartazzi-Opessi per sussidiare i macchinisti nei periodi scarsa visibilità.
Già allora e fino agli anni '80 del '900 venivano usati i petardi per avvisare il macchinista che si stava approssimando a un segnale che la nebbia rendeva poco o nulla visibile. La gestione degli esplosivi era piuttosto rischiosa; poco temibili se presi singolarmente ma pericolosi se riposti assieme, i petardi dovevano essere posti sulle rotaie, proprio in condizioni di scarsa visibilità con evidenti rischi di investimento per gli addetti.
L'apparecchio Scartazzi-Opessi, posto a lato della sede ferroviaria, sostituiva i petardi con caricatori di cartucce e poteva essere utilizzato dai guardiani senza che fossero obbligati ad avvicinarsi ai binari; i numerosi colpi contenuti nelle cartucce permettevano una ricarica meno frequente con ovvie implementazioni sulla qualità del lavoro e della sicurezza dei lavoratori.
Come i tre petardi, gli apparecchi dovevano essere distanziati di 25 metri e disposti alla prevista distanza iniziale (400, 600 oppure 800 metri dal segnale in relazione alla pendenza della linea) e venivano azionati dal treno tramite un pedale che faceva scattare il percussore.
Lo scatto del percussore e il conseguente sparo avvenivano solo in presenza di segnale disposto a via impedita. Inoltre, una volta avvenuta
.
L'apparecchio fu inventato nel 1876 da Arturo Scartazzi, in seguito assunto come tecnico alla società ferroviaria "Mediterranea", e realizzato dalla ditta Antonio Opessi di Torino. Secondo un trafiletto del giornale La Stampa di Torino, nel febbraio 1886, risultava in funzione "da oltre trenta mesi". Un giornale specialistico francese, per contro, afferma che l'apparecchio è stato installato nel 1891 "à proximité de la bifurcation de l'Acquabella". 
A sostegno di questa datazione si pone il bollettino quindicinale Monitore delle Strade Ferrate e degli interessi materiali del 1881 secondo il quale in quell'anno era avvenuta:
Questa notizia del "Monitore" precisa anche quale segnale era sussidiato dallo spara-petardi. La conferma di questa postazione viene dalla Relazione della Commissione del Premio Brambilla erogato dal "Regio Istituto Lombardo di Scienze e Lettere" dalla quale apprendiamo che nel 1896 l'Apparecchio trovasi tuttora in esercizio alla galleria Borgallo sulla linea Parma-Spezia (sic) e all'Acquabella, e continua affermando che:
.
Per la cronaca, il signor Scartazzi non ottenne il premio "Brambilla" (di 1.500 lire dell'epoca) ma un semplice premio di incoraggiamento di 500 lire. Scartazzi fu vittima della burocrazia ferroviaria. Il premio doveva essere assegnato 
.
Nelle more della decisione su quale Società avrebbe dovuto investire nell'installazione degli apparecchi (che Scartazzi calcolava del costo di 1.000 lire ciascuno) solo un esemplare operava in Lombardia. A parere della commissione, quindi, la popolazione non aveva "ottenuto un vantaggio reale e provato".
Dell'apparecchio si trova menzione anche nel "Bulletin of the International Railways Congress Association (English Edition)" del 1901 (pag. 856). Con la definizione di "spara-petardi Scartazzi-Opessi" viene citato, e ne viene brevemente descritto il funzionamento, nel Catalogo dell'Esposizione di Milano del 1906; qui viene segnalato come installato in alcune tratte della Rete Mediterranea.

### Chiusura
Bivio Acquabella cessa ufficialmente la sua funzione con l'attivazione della nuova stazione di Milano Centrale e con il cambiamento dei percorsi delle linee ivi afferenti. Il bivio venne chiuso assieme ad altre strutture il 1º luglio 1931 e smantellato. La linea ferroviaria divenne parte del sistema stradale della città.

## Curiosità

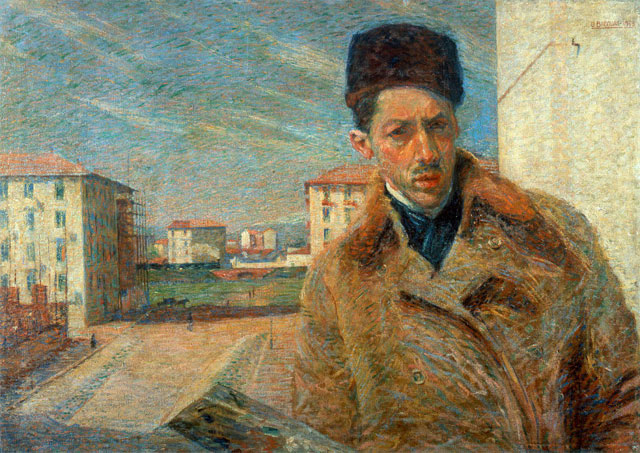
Il famoso autoritratto di Boccioni del 1908: sullo sfondo un treno percorre il viadotto dell'Acquabella

Nel 1908 il celebre pittore Umberto Boccioni, che aveva stabilito la propria dimora a Milano in via Castelmorrone angolo via Goldoni, compone un autoritratto sul cui sfondo, fra nuovi palazzi in costruzione, un treno a vapore sbuffa mentre percorre il viadotto dell'Acquabella. Il dipinto è conservato presso la Pinacoteca di Brera a Milano.